# Andrew Gleason

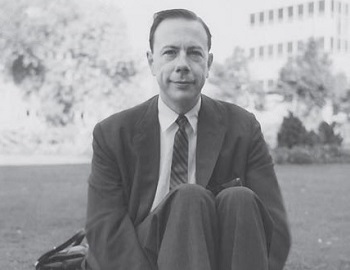
Andrew Gleason, Berlin 1959

Andrew Mattei Gleason  (* 4. November 1921 in Fresno, Kalifornien; † 17. Oktober 2008 in Cambridge (Massachusetts)) war ein US-amerikanischer Mathematiker.

## Leben
Gleason ging in Berkeley und Yonkers zur Schule und studierte 1938 bis 1942 an der Yale University mit dem Bachelor-Abschluss. 1940 war er Putnam-Fellow. Im Zweiten Weltkrieg war er in der US-Navy am Bruch japanischer Codes beteiligt sowie an der Entzifferung der Enigma. Nach dem Krieg war er in Harvard, wo er 1946 bis 1950 Junior Fellow war. Seit 1950 war er an der Fakultät in Harvard tätig, ab 1957 als Professor. Dazwischen war er wieder zwei Jahre bei der US-Navy während des Koreakrieges (Mitte 1950 bis Mitte 1953). 1966 wurde er offiziell aus der Navy entlassen im Rang eines Commander. Ab 1969 war er Hollis Professor of Mathematics and Natural Philosophy. 1992 emeritierte er. Er promovierte nie.
Gleason war einer derjenigen (mit Leo Zippin, Deane Montgomery, Hidehiko Yamabe), die in den 1950er Jahren das 5. Hilbertproblem lösten (zu zeigen, dass lokal euklidische Gruppen Liegruppen sind, das heißt differenzierbare Gruppenwirkung haben), speziell mit seiner Arbeit „Groups without small subgroups“ von 1952. Danach beschäftigte er sich u. a. mit Operatoralgebren, Kombinatorik und den Grundlagen der Quantenmechanik. Das nach ihm benannte  Gleason-Theorem geht auf die Wahrscheinlichkeiten der Messergebnisse in der Quantenmechanik ein. 1966 veröffentlichte er das Buch „Fundamentals of abstract analysis“.

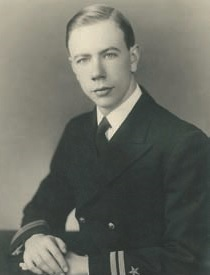
Gleason bei der US-Navy in den 1940er Jahren

Gleason war Invited Speaker auf dem Internationalen Mathematikerkongress 1950 in Cambridge, Massachusetts (One parameter subgroups and Hilberts Fifth Problem) und in Nizza (Weight polynomials of self dual codes and the MacWilliams identities). Er gewann den Newcomb Cleveland Prize und erhielt den „Yue-Gin-Gung und Charles Hu“ Preis der Mathematical Association of America (MAA), deren Hedrick Lectures er 1962 hielt. Gleason war Mitglied der National Academy of Sciences, der American Academy of Arts and Sciences (1956) und der American Philosophical Society (1977). 1953 erhielt er einen Master-Abschluss (A.M.) ehrenhalber in Harvard. 1981/82 war er Präsident der American Mathematical Society. 1986 war er Präsident des Internationalen Mathematikerkongresses in Berkeley.

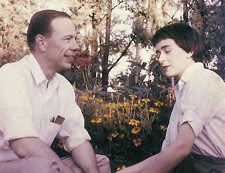
Andrew Gleason mit Jean (Berko) Gleason 1958

Er war in der Mathematikpädagogik aktiv und 1959 bis 1964 Vorsitzender des Advisory Board der School Mathematics Study Group. 1963 war er Ko-Vorsitzender der Cambridge Conference on School Mathematics.
Er war seit 1959 mit Jean Berko verheiratet, einer Psychologieprofessorin an der Boston University, mit der er drei Töchter hatte.